# The Birthday
The Birthday(일본어: ザ・バースディ 자 바아스데[*], 한국어: 더 버스데이)는 치바 유스케와 그의 이전 밴드인 ROSSO, THEE MICHELLE GUN ELEPHANT의 멤버들이 결성한 일본의 록 밴드이다.

## 역사
2006년 6월, 치바와 이마이는 ROSSO의 음반 《EMISSIONS》의 발매와 ROSSO가 활동을 중단할 것이라고 발표했다. The Birthday가 결성된 직후, 같은 해 8월에 그들의 첫 번째 싱글 〈stupid〉가 발매되었다. 밴드는 치바 유스케를 리더로 하지만 모든 멤버들이 작곡 과정에 기여할 것을 의도하여 결성되었다. 2011년 이마이 아키노부가 탈퇴하고, 같은 해 일본에서 My Little Lover의 기타리스트이자 작곡가로 유명한 후지이 겐지가 몇 달 만에 합류했다.